# キース・スコット (ミュージシャン)
キース・スコット（Keith Douglas Scott）はカナダのギタリスト。長年に渡りリード・ギタリストとしてブライアン・アダムスのサウンドを支える盟友である。アダムス以外にもシェール、ティナ・ターナー、ブライアン・フェリー、トム・コクラン、クレイグ・ノーシー、ジョアン・ペドロ・パイス、ジャン・アーデンなど数多くのミュージシャンと共演している。

## 生い立ちとキャリア初期
スコットは1954年、ブリティッシュコロンビア州のバンクーバーに産まれた。父親がジャズピアノを、母親もボーカルを嗜む音楽一家であった。少年時代にアコースティックギターを習い始めたスコットは、17歳のとき1960年代のフェンダー・ストラトキャスターを中古で入手し愛機とした。ストラトキャスターはスコットに多大な影響を与えたミュージシャン、ジミ・ヘンドリックス、エリック・クラプトン、ジェフ・ベックらが愛用したギターでもあった。
学友とのバンド活動を経てBowser MoonやThe Handley Page Group、あるいはZingoなどのバンドと活動を共にする頃には、ナイトクラブで年間300回以上のステージを熟すまでになっていた。

## ブライアン・アダムス
ブライアン・アダムス曰く「スコットは歴史上最も過小評価されているギタリスト」である。彼らがオンタリオ州で出会ったのは1976年の夏だった。そして1970年代終わり頃から始まったレコーディングは二人に数々の成功をもたらし、今日までスタジオとライブで常に行動を共にする揺るぎないパートナーシップを築き上げた。
2019年のインタビューでスコットは、今でもアダムスとの仕事が最優先であり、40年以上もファミリーとして活動できたことは光栄だと述べている。

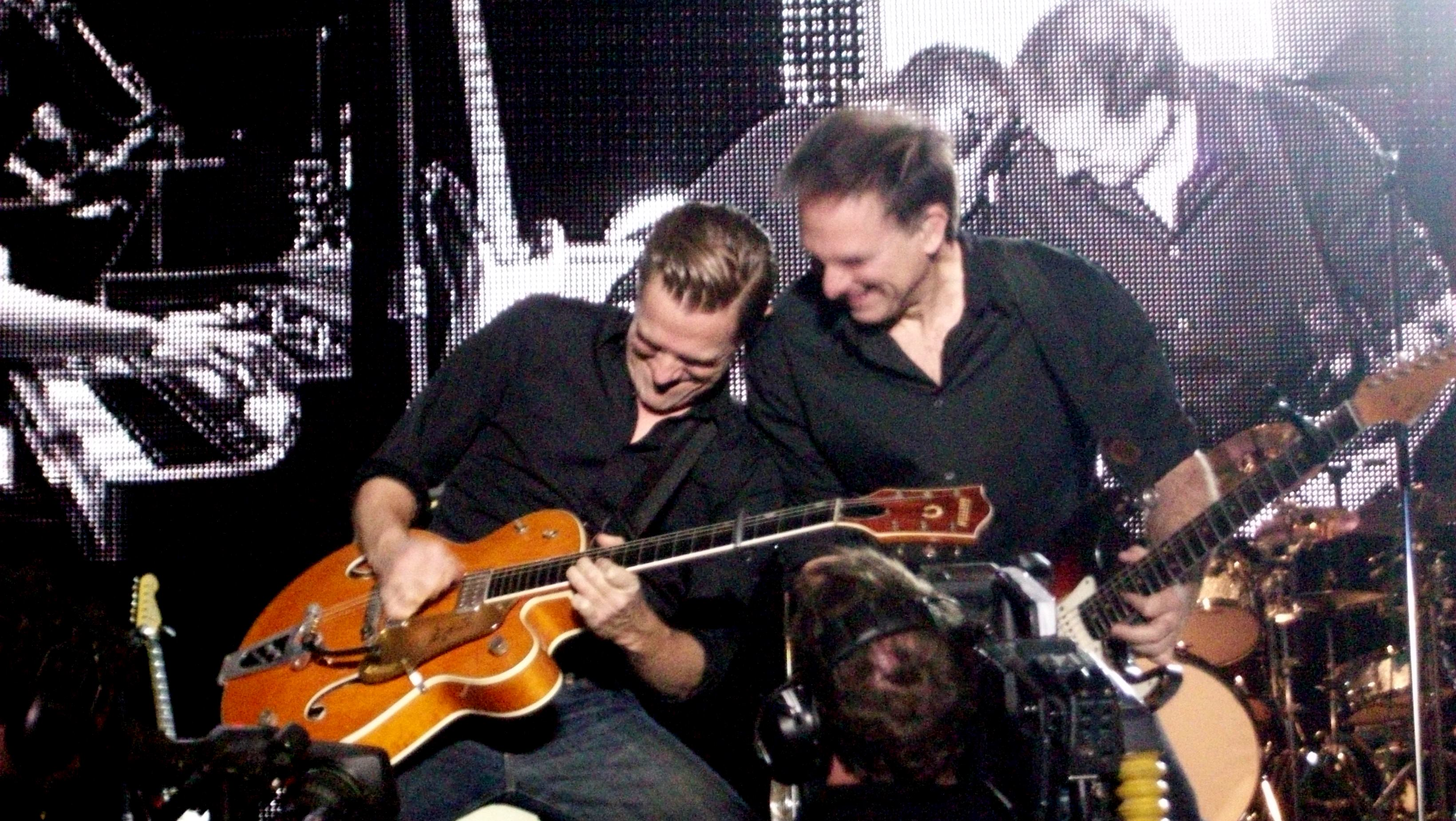
ブライアン・アダムス（左）とスコット（2011年、インドのベンガルールでのライブ）

## 演奏スタイルと影響
プレミア・ギターの記事でベーシスト兼プロデューサーのヴィクター・ブローデンは、「スコットは僕に尽きる事の無いインスピレーションを与えてくれるよ。即興的なソロは誰もが一度か二度聴いたらすぐ口ずさめるよ。彼は、シンプルながらエモーショナルなメジャー・スケールのメロディを奏でて、そこに重厚なブルース色を加える。そしてライトハンドのアタックや明確なフィニッシュで締めくくる。僕はいつもそれに打ちのめされて、僕の作るベースラインもこうでありたいって願うんだ」と語った。

## 使用機材
グレッチは6120のスコットシグネチャーモデル「GS6120KS・キース・スコット・ナッシュビル・ゴールドトップ」を生産していた。ブライアン・アダムスとのツアーではフェンダー・ストラトキャスターをメインで使用しており、1980年代の初期から中期はギブソン・レスポール、1980年代末頃にはフェンダー・テレキャスターも使用していた。エフェクターはアイバニーズのチューブスクリーマーのほか様々なBOSSペダルを使用している。